# Děvín (přírodní rezervace)
Děvín je přírodní rezervace jižně od lokality Křižovatka v okrese Cheb na pravé straně poblíž silnice Křižovatka — Milhostov. V jižní části rezervace protéká Lužní potok. Nedaleko lokality Děvín se nachází národní přírodní rezervace Soos, která je situována na západ od Děvína. Chráněné území je ve správě Krajského úřadu Karlovarského kraje.

## Předmět ochrany
Předmětem ochrany je rašeliniště a lokalita s výskytem muchomůrky olšové (Amanita friabilis).

### Flóra a fauna
Z kriticky ohrožených druhů rostlin zde rostou hrotnosemenka bílá (Rhynchospora alba) a bublinatka bledožlutá (Utricularia ochroleuca). Z ohrožených druhů to jsou bublinatka prostřední (Utricularia intermedia), bublinatka menší (Utricularia minor), všivec lesní (Pedicularis mokřadní) bařička bahenní (Triglochin palustre), tučnice obecná (Pinguicula vulgaris), rosnatka okrouhlolistá (Drosera rotundifolia), prstnatec májový (Dactylorhiza majalis), prha arnika (Arnica montana), vachta trojlistá (Menyanthes trifoliata) a klikva bahenní (Oxycoccus palustris).
Z kriticky a silně ohrožených druhů zvířat zde žijí rak říční (Astacus astacus), rosnička zelená (Hyla arborea), bekasina otavní (Gallinago gallinago), skokan ostronosý (Rana arvalis) a skokan zelený (Rana aeskulenta).